# Victoria Lepădatu
Victoria Lepădatu, née le 12 juin 1971 à Vorniceni (Roumanie), est une ancienne rameuse roumaine. Elle est médaillée d'argent aux Jeux de 1992.

## Carrière
Après une cinquième place en quatre sans barreur, elle remporte une médaille d'argent sur le huit aux Jeux de 1992.

## Palmarès

### Jeux olympiques
- Jeux olympiques d'été de 1992 à Barcelone ( Espagne) :
  -  médaille d'argent en huit